# Narciso Bassols
Narciso Bassols García (Tenango del Valle, 1897 - Mexico-Stad, 24 juli 1949) was een Mexicaans jurist en politicus.
Bassols was afkomstig uit de staat Mexico en was een neef van president Sebastián Lerdo de Tejada (1872-1876). Hij  studeerde rechtsgeleerdheid aan de Nationale Autonome Universiteit van Mexico (UNAM) en werd directeur van de rechtenfaculteit van die universiteit, maar moest aftreden nadat hij een jaarkalender met drie semesters poogde in te voeren.
Bassols was atheïst en een fervent antiklerikaal, waardoor hij aanhanger werd van president Plutarco Elías Calles. Bassols was een van de getrouwen van Calles tijdens het Maximato en werd in 1931 benoemd tot minister van onderwijs, een functie waarin hij werk maakte van het doorvoeren van socialistisch onderwijs. Hij organiseerde "culturele missies" waarbij onderwijzers naar het platteland werden gestuurd om de bevolking te onderwijzen en om katholieken te "defanaticeren". Deze missies vielen echter niet bij iedereen in goede aarde, en leidden tot veel sociale spanningen. Ook poogde hij de positie van de Mexicaanse indianen via het onderwijs te verbeteren. In 1934 poogde Bassols seksuele voorlichting op scholen te introduceren. Nadat katholieke ouders dreigden met een boycot besloot Bassols af te treden.
Nadat de macht van Calles was gebroken werd Bassols door de nieuwe president Lázaro Cárdenas, die Bassols radicale marxisme lastig vond, weggepromoveerd naar diplomatieke functies in het buitenland. Hij werd ambassadeur in achtereenvolgens het Verenigd Koninkrijk en Frankrijk en werd afgevaardigde van Mexico bij de Volkenbond. In die functie baarde hij vooral opzien wegens zijn uithalen naar de fascistische dictaturen in Europa, hij veroordeelde de Italiaanse annexatie van Abessynië, de Anschluss en het verdrag van München. Hij veranderde echter radicaal van mening na het tekenen van het Molotov-Ribbentroppact tussen nazi-Duitsland en de Sovjet-Unie, waar hij een groot voorstander van was. Nadat president Cárdenas Leon Trotski toestond toevlucht te zoeken in Mexico gaf Bassols uit protest zijn zetel op. Hij keerde terug naar Mexico maar weigerde Cárdenas te spreken. Wel accepteerde hij in 1944 de functie van ambassadeur in de Sovjet-Unie.
In 1948 was hij samen met Vicente Lombardo Toledano een van de oprichters van de Volkspartij (PP), uit onvrede met het in hun ogen te behoudende karakter van de 'officiële' Institutioneel Revolutionaire Partij (PRI), en werd vicevoorzitter van die partij. Het bleek achter al snel dat Lombardo Toledano de PP niet als serieuze oppositiepartij had bedoeld maar als satellietpartij om de schijn van democratie in Mexico op te houden stapte Bassols uit de partij. Hij overleed korte tijd later.
- Biblioteca Nacional de España: XX1199813
- Gemeinsame Normdatei: 132439271
- International Standard Name Identifier: 0000 0000 7876 5805
- Library of Congress Control Number: n85282286
- Nationale Bibliotheek van Israël: 987007346533005171
- Nederlandse Thesaurus van Auteursnamen: 090414225
- SNAC: w6d07z0s
- Système universitaire de documentation: 185445195
- Virtual International Authority File: 302118697
- WorldCat: E39PBJjXmggQMmPQVwKq4pYdcP